# Buchholz (Steinhöfel)
Buchholz è una frazione del comune tedesco di Steinhöfel, nel Land del Brandeburgo.

## Storia
Nel 2003 il comune di Buchholz venne aggregato al comune di Steinhöfel.

## Monumenti e luoghi d'interesse
Chiesa (Dorfkirche)Costruzione in pietra di origine medievale, con facciata occidentale dominata da una torre neoromanica di fine Ottocento.